# Франшвил (Златна обала)
Франшвил (фр. Francheville) насеље је и општина у источном делу централне Француске у региону Бургоња, у департману Златна обала која припада префектури Дижон.
По подацима из 2011. године у општини је живело 244 становника, а густина насељености је износила 7,71 становника/km². Општина се простире на површини од 31,65 km². Налази се на средњој надморској висини од 480 метара (максималној 563 m, а минималној 344 m).

## Демографија
| 1962. | 1968. | 1975. | 1982. | 1990. | 1999. | 2011. |
| ----- | ----- | ----- | ----- | ----- | ----- | ----- |
| 99    | 132   | 138   | 142   | 205   | 199   | 244   |

График промене броја становника у току последњих година